# Face Value (film 1917)
Face Value è un film muto del 1917 diretto da Robert Z. Leonard. Prodotto e distribuito dalla Universal Film Manufacturing Company, fu sceneggiato da Fred Myton che si basò su un soggetto firmato dallo stesso regista insieme all'attrice Mae Murray, protagonista del film.

## Trama
Joan Darby lavora da una lavandaia: quando non consegna il bucato, trascorre il suo tempo in strada. Volendo acquistarsi un vestito nuovo, per guadagnare qualche soldo organizza un incontro di pugilato tra Kid Maguire e il capo di una banda avversaria. Scappata con l'incasso dell'incontro, Joan va in città dove trova un lavoro come stenografa. Passa qualche anno. Un giorno incontra di nuovo Maguire che minaccia di smascherarla se lei non lo aiuterà in una rapina. Pur se riluttante, Joan accetta. Ma viene catturata e condannata al riformatorio. Mentre la stanno portando via, riesce a saltare dal treno e trova rifugio da Bertram Van Twiller, un ricco giovanotto che si offre di ospitarla a casa sua. A un ballo, Joan rivede Maguire che, dopo aver rubato la collana di una delle ospiti, la costringe a nasconderla. Van Twiller, avendo assistito ai loro maneggi, accusa Joan del furto. Si ricrederà quando sentirà Joan discutere con Maguire e si renderà conto che lei è stata vittima del vero ladro.

## Produzione
Il film fu prodotto dalla Universal Film Manufacturing Company (come Bluebird Photoplays).

## Distribuzione
Il copyright del film, richiesto dalla Universal, fu registrato il 24 dicembre 1917 con il numero LP11864.
Distribuito dalla Universal Film Manufacturing Company, il film venne presentato a New York il 30 dicembre 1917, uscendo nelle sale il 19 gennaio 1918.
Copia completa della pellicola si trova conservata negli archivi del George Eastman House di Rochester.